# General-Tosjevo
General-Tosjevo (bulgariska: Генерал-Тошево) är en ort i Bulgarien.   Den ligger i regionen Dobritj, i den nordöstra delen av landet, 400 km öster om huvudstaden Sofia. General-Tosjevo ligger 229 meter över havet och antalet invånare är 7 758.
Terrängen runt General-Tosjevo är platt. Runt General-Tosjevo är det ganska glesbefolkat, med 24 invånare per kvadratkilometer.. General-Tosjevo är det största samhället i trakten.
Trakten runt General-Tosjevo består till största delen av jordbruksmark.